# Ruska okupacija Harkovske oblasti
Ruska okupacija Harkovske oblasti je aktualna vojaška okupacija, ki se je začela 24. februarja 2022 z rusko invazijo na Ukrajino ter pri tem začela zavzemati in okupirati dele Harkovske oblasti v Ukrajini. Prestolnice regije, Harkova, ruske sile niso zavzele, so pa ruske sile zavzele druga mesta, vključno z Izjumom, Kupjanskom in Balaklijo. Mesto Čuhujiv so ruske sile zavzele 25. februarja, a so ga ukrajinske sile osvobodile 7. marca.

## Okupacija

### Izjum
Mesto Izjum so ruske sile zavzele 1. aprila 2022, s čimer se je začela ruska vojaška okupacija mesta.
3. aprila je ukrajinska vlada navedla smrt dveh rukih vojakov ter hospitalizacijo še 28 drugih, potem ko so ukrajinski civilisti v Izjumu razdelili zastrupljene torte vojakom 3. ruske motorno-strelske divizije.
4. aprila 2022 je Guardian na podlagi pričevanj prebivalcev in vojaških uradnikov poročal, da so se v bližini Izjuma nadaljevali intenzivni boji. Po poročanju The Guardian so prebivalci mesta tri tedne preživeli v svojih kleteh brez elektrike, ogrevanja ali tekoče vode. Poročilo je tudi trdilo, da so ruski vojaki pripravili sezname posameznikov za "lov": lastnike orožja, bogate ljudi in druge; ki so veljali za "nevarne", kot so poslovneži, aktivisti, vojaške osebnosti in njihove družine. Ruska vojska je bila obtožena tudi preprečevanja prehoda humanitarnim konvojem, medtem ko je v mestu zmanjkovalo hrane in zdravil.
10. aprila je več ameriških obrambnih uradnikov izjavilo, da se ruske sile zbirajo v Izjumu v pripravah na ofenzivo med Izjumom in Dniprom. Ruske sile naj bi od 5. aprila prerazporedile sile s kijevske ofenzive in sumijske ofenzive v Izjum.
18. aprila je Ukrajina zahtevala ponovno zavzetje "številnih naselij" na območju Izjuma. Ruske sile v mestu so začele z množičnimi deportacijami prebivalcev mesta proti ozemlju Ruske federacije.
Rusija je 21. aprila za vodjo vojaško-civilne uprave Harkova imenovala Vitalija Gančeva. 6. julija je Gančev trdil, da namerava Rusija v Harkovu ustvariti 4 okupacijska okrožja.

### Veliki Burluk
Skupnost Velikega Burluka so kot vojaško okupacijo ruske sile zajele marca 2022 med rusko invazijo na Ukrajino leta 2022, ozemlje pa je kasneje postalo vojaško-civilna uprava. 11. julija 2022 je bil rusko imenovani vodja vojaško-civilne uprave Jevgenij Junakov, ubit v eksploziji avtomobila bombe.